# Nynäs naturreservat
Nynäs naturreservat är ett naturreservat i Trosa och Nyköpings kommuner beläget norr om Studsvik och havsfjärden Tvären. Nynäs naturreservat bildades 1971 och är ett av Södermanlands största.
Syftet med naturreservatet är att säkerställa ett sammanhängande område för bad och friluftsliv vid kusten samt att bevara ett sörmländskt kulturlandskap av kusttyp med specifikt växt- och djurliv.
I det 3 266 hektar stora området ligger bland annat Nynäs slott (själva slottsområdet ingår dock inte) och museigården Långmaren. Naturreservatet ingår i det Europeiska nätverket (Natura 2000) av värdefulla naturområden.